# Pierre Agostini
Pierre Agostini, född 1941, är en fransk-amerikansk fysiker. Han tilldelades Nobelpriset i fysik 2023 tillsammans med Ferenc Krausz och Anne L'Huillier för deras arbete med experimentella metoder som genererar attosekundpulser av ljus för studier av elektrondynamik i materia.
Agostini blev filosofie doktor 1968 vid Aix-Marseille Université och är verksam vid Ohio State University sedan 2005.